# Thalassianthus aster
Thalassianthus aster is een zeeanemonensoort uit de familie Thalassianthidae.
Thalassianthus aster is voor het eerst wetenschappelijk beschreven door Rüppel & Leuckart in 1828.